# Volcán de Tamadaba
Die Volcán de Tamadaba ist eine Ro-Pax-Fähre der spanischen Reederei Armas Trasmediterránea.

## Geschichte
Das Schiff wurde unter der Baunummer 1653 auf der spanischen Werft Hijos de J. Barreras in Vigo für die Reederei Naviera Armas gebaut. Die Kiellegung fand am 9. August 2005, der Stapellauf am 9. Oktober 2006 stand. Die Fertigstellung des Schiffes erfolgte am 18. Mai 2007. Die Innenausstattung der Fähre stammte von Oliver Design. Die Volcán de Tamadaba ist das Schwesterschiff der ebenfalls für Armas Trasmediterránea gebauten und im April 2008 abgelieferten Volcán de Tijarafe.
Die Volcán de Tamadaba wurde zunächst im Fährverkehr zwischen den Kanarischen Inseln eingesetzt. Später verkehrte sie zeitweise auch auf anderen Strecken, darunter im westlichen Mittelmeer zwischen Almería in Spanien und Nador in Marokko.

## Technische Daten und Ausstattung
Das Schiff wird von zwei Viertakt-Zwölfzylinder-Dieselmotoren des Typs Wärtsilä 12V46B mit jeweils 11.700 kW Leistung angetrieben. Die Motoren wirken auf zwei Verstellpropeller. Das Schiff ist mit zwei elektrisch mit jeweils 1.000 kW Leistung angetriebenen Bugstrahlrudern mit Verstellpropellern ausgestattet.
Für die Stromerzeugung stehen zwei von Dieselmotoren mit jeweils 1200 kW Leistung angetriebenen Generatoren zur Verfügung. Weiterhin wurde ein von einem Dieselmotor mit 360 kW Leistung angetriebener Notgenerator verbaut.
Die Fähre verfügt über zwei feste und ein höhenverstellbares Fahrzeugdeck. Die festen Fahrzeugdecks befinden sich auf Deck 2 und 4, das höhenverstellbare Fahrzeugdeck ist unter Deck 6 eingehängt. Das Fahrzeugdeck auf Deck 2 (Hauptdeck) ist über zwei Heckrampen zugänglich. Die Rampen sind jeweils 16 m lang und 8 m breit. Von den Heckrampen aus sind auch die Rampen an Bord zu Deck 4 zugänglich. Die nutzbare Höhe auf Deck 2 beträgt 4,2 m.
Die Einrichtungen für die Passagiere sind auf den Decks 6 und 7 untergebracht. Für die Passagiere stehen 46 Vierbett- und 16 Zweibettkabinen zur Verfügung. Auf beiden Decks sind auch Bereiche mit Ruhesesseln eingerichtet. Weiterhin stehen den Passagieren unter anderem Restaurants, Einkaufsmöglichkeiten und ein Kinderspielbereich sowie offene Decksbereiche mit Sitzgelegenheiten und einem Pool zur Verfügung.
Die Einrichtungen für die Schiffsbesatzung befinden sich im vorderen Bereich auf Deck 7. Das Schiff verfügt über ein weiteres Deck unter anderem mit Betriebsräumen. Die über die gesamte Breite geschlossene Brücke befindet sich im vorderen Bereich des Schiffes. Zur besseren Übersicht beim An- und Ablegen und beim Navigieren in engen Fahrwassern gehen die Nocken etwas über die Schiffsbreite hinaus.